# جوناس جنسن
جوناس جنسن (بالدنماركية: Jonas Jensen)‏ (25 أكتوبر 1985 - ) هو لاعب كرة قدم دانمركي في مركز حراسة المرمى.

## وصلات خارجية
- جوناس جنسن على موقع قاعدة بيانات كرة القدم.إي يو (الإنجليزية)
- جوناس جنسن على موقع Soccerway.com (الإنجليزية)
- جوناس جنسن على موقع AS.com (الإسبانية)